# Tipula gloriosa
Tipula gloriosa är en tvåvingeart som beskrevs av Alexander 1935. Tipula gloriosa ingår i släktet Tipula och familjen storharkrankar. Inga underarter finns listade i Catalogue of Life.